# William Milnor Roberts
William Milnor Roberts (12 de fevereiro de 1810 em Filadélfia, Pensilvânia – 14 de julho de 1881 em Soledade (atual Congonhas do Campo, MG, Brasil) foi um engenheiro civil americano. Como um jovem engenheiro civil envolveu-se na construção da ponte Eads Bridge, sendo engenheiro-chefe da Northern Pacific Railroad, segunda ferrovia transcontinental da América, e sendo presidente da Sociedade Americana de Engenheiros Civis (American Society of Civil Engineers) quase duas décadas após sua fundação, Roberts foi um dos mais prolíficos e proeminentes engenheiros civis de sua geração nos Estados Unidos.

## Vida pessoal
Roberts teve como pais Thomas Paschall e Mary Louise (Baker) Roberts. Casou-se com Annie Gibson em junho de 1837. Ele se casou com Adeline Beelen em novembro de 1868. Ele teve pelo menos nove filhos.

## Carreira
Em 1826, ele atuou como assistente na pesquisa e construção do canal Lehigh, entre Mauch Chunk, Pensilvânia e a Filadélfia.
De 1831 a 1834, ele atuou como engenheiro assistente da rodovia proposta Allegheny Portage Railroad, e gerente geral entre 1834-1835.
Em 1837, ele atuou como engenheiro-chefe em Lancaster e Harrisburg. Ele foi responsável pela construção de uma ponte de dois níveis da estrutura-fardo sobre o rio Susquehanna em Harrisburg, Pensilvânia.
De 1834 a 1840, ele foi encarregado de extensões dos canais do estado da Pensilvânia; Bellefontaine e Indiana, Allegheny Valley, Atlantic e Mississippi, e Iron Mountain.
De 1855 a 1857, ele foi presidente da Commission to Consider Reconstruction of Allegheny Portage construindo ferrovias no Centro-Oeste.
Em 1857 veio ao Brasil onde obteve o contrato para construir parte da obra da Estrada de Ferro D. Pedro II.. Em 1866, ele propôs melhorias para o rio Mississippi em Keokuk, Iowa.
Em 1866, ele foi o engenheiro norte-americano encarregado de melhoria da navegação do rio Ohio, estabeleceu o escritório Office of Ohio River Improvement em Pittsburgh, Pensilvânia.
Em 1868, ele atuou como engenheiro-chefe adjunto na construção de Eads Bridge através do rio Mississípi em St. Louis. De 1869 a 1879, ele foi o engenheiro-chefe da Northern Pacific Railroad.
De 1879 a 1881, foi membro da Mississippi River Jetty Commission e engenheiro-chefe, em todas as obras públicas no Brasil. Em 1879 ele foi nomeado pelo imperador do Brasil chefe da comissão de engenheiros hidráulicos para examinar e informar sobre a melhoria de portos e rios navegáveis do império . Ele atuou como vice-presidente da Sociedade Americana de Engenheiros Civis 1873-1878, e como presidente em 1878.
Faleceu em 1881 em Soledade, termo do atual município de Congonhas, em Minas Gerais.